# Last Resort
„Last Resort” este single-ul de debut al formației rock americane Papa Roach. Cântecul a apărut pentru prima dată pe coloana sonoră a filmului Ready to Rumble⁠(d), lansat în anul 2000, și a apărut în cel de-al doilea album de studio al formației Papa Roach, Infest, la scurt timp după aceea. „Last Resort” a fost lansat ca single-ul principal al albumului la data de 7 martie 2000 și a ajuns pe locul 57 pe Billboard Hot 100 din SUA în decembrie 2000. De asemenea, a fost în vârful clasamentului Billboard Modern Rock Tracks timp de șapte săptămâni și a devenit un hit Top 10 în Austria, Germania, Portugalia și Marea Britanie.